# Bougès
Le Bougès, ou montagne du Bougès, est un petit massif montagneux français situé dans les Cévennes, au sud-est du Massif central.

## Géographie

### Situation
Le massif fait partie des Cévennes. Il est encadré au nord par le massif du mont Lozère, au sud-ouest par le massif du mont Aigoual et à l’ouest par le causse de Sauveterre. Au sud et à l’est il se  prolonge par un piémont jusqu’à la plaine d’Alès. La majeure partie de la montagne se situe dans le département de la Lozère à l’exception du quart est qui se trouve dans le département du Gard. Il est entièrement intégré dans le parc national des Cévennes.

### Topographie
Le massif a une masse allongée orientée est-ouest aux formes plutôt douces et érodées. Les pentes sont assez irrégulières. Au sud, les flancs schisteux sont fortement ravinés. Au nord les pentes sont d’abord fortement prononcées puis le relief devient plus doux en se reprochant de la vallée du Tarn. Des replats perchés y apparaissent au fur et à mesure que les schistes laissent place aux granites. L’ensemble présente une réelle unité morphologique mais avec une grande variété de paysages.
Les principaux sommets sont les suivants :

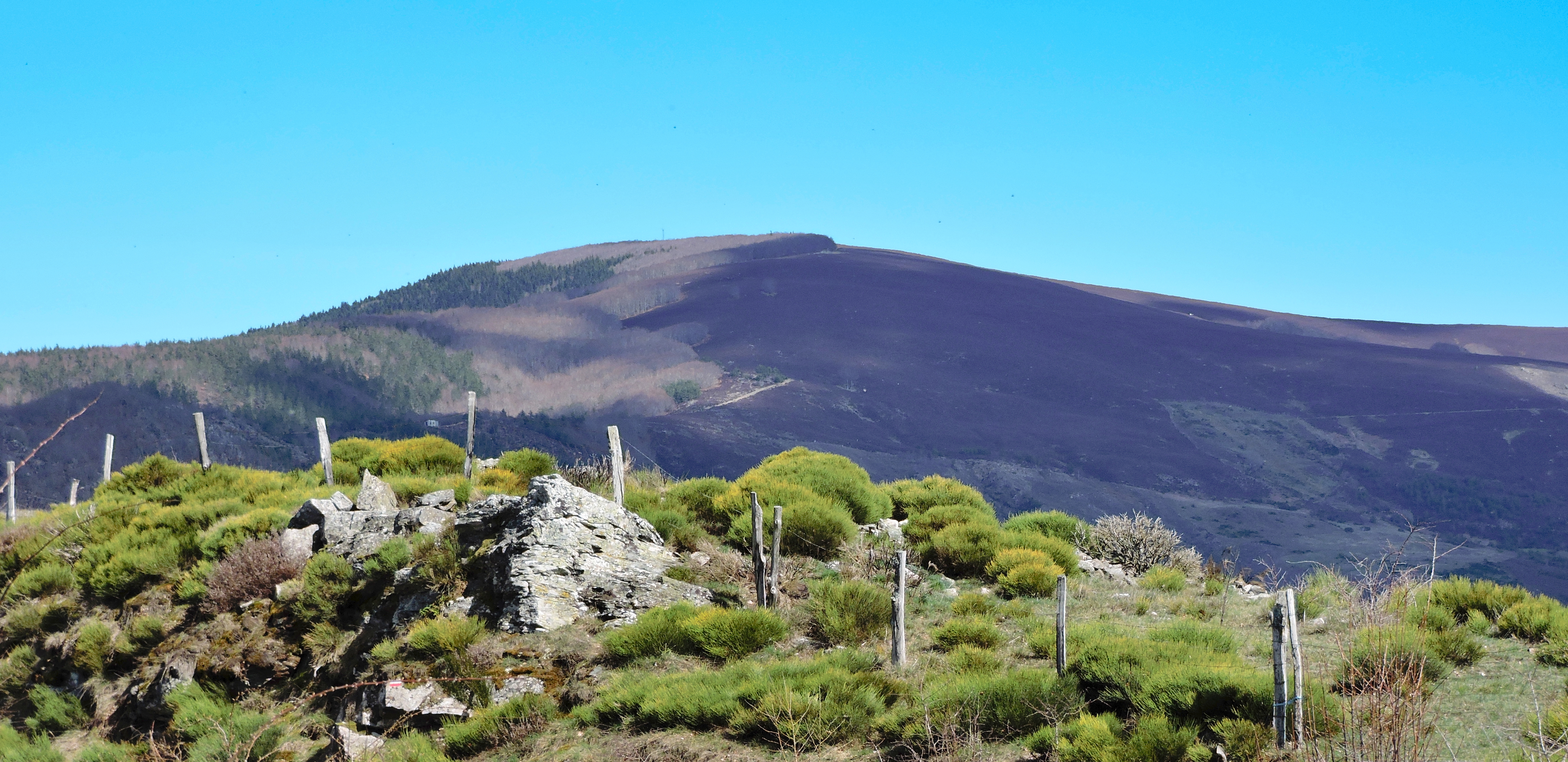
Vue du signal du Bougès depuis le GR68.

- Signal du Bougès 1 421 mètres ;
- les Trois Fayards 1 398 mètres ;
- Signal de Ventalon 1 350 mètres.

### Hydrographie
Le massif est délimité par les vallées du Luech, du Tarn, du Gardon d'Alès et au sud par la vallée de la Mimente. À l’est, plusieurs ruisseaux sont des affluents du Luech et se situent donc dans le bassin versant du Rhône.
| Tarn et affluents | Mimente et affluents                                                 | Bassin versant du Rhône       |
| - Tarn - Ruisseau de l’Echalette - Ruisseau des Verns - Ruisseau de Foussanibe - Ruisseau de Vallongue - Ruisseau des Picatières - Ruisseau de Ramponsel - Ruisseau des Besses - Ruisseau de la Périgousse - Ruisseau de l’Hermet - Le Martinet - L’Alignon | - La Mimente - Ruisseau de Costubage - Ruisseau de Sistre - L’Arbone | - Le Gardon d'Alès - Le Luech |

### Communes du massif et de ses abords immédiats
- Bédouès
- Cassagnas
- Cocurès
- Florac
- Pont de Montvert - Sud Mont Lozère
- Saint-André-de-Lancize
- Saint-Julien-d'Arpaon
- Saint-Frézal-de-Ventalon
- Saint-Privat-de-Vallongue
- La Salle-Prunet

### Géologie
Les flancs sud sont marqués par le schiste, alors que le flanc nord porte des granites clairs.

### Flore et faune
Une partie des crêtes est couverte par les forêts domaniales de Ramponenche, du Bougès. Les boisements occupent la plus grande surface, ils sont de nature variée : résineux, hêtraies et futaies mixtes, châtaigniers… Le reste est recouvert  par des landes à bruyères, auxquelles se mêlent de la fougère côté schisteux au sud, et du genêt côté granite au nord. 
C'est surtout sur les flancs sud que ces landes sont présentes. Sur les flancs nord, quelques cultures et prairies de fauche sont maintenues sur les replats granitiques (Grizac, l'Hermet, le Villaret). Les « faïsses », terrasses tenues par des murets, témoignent d’une activité agricole ancienne.

## Histoire
L'histoire du Bougès est fortement marquée par les débuts de la guerre des Camisards, qui partit du hameau de Vieljouves, situé au-dessus du Rouve, le 22 juillet 1702, et s'étendit ensuite durant deux années à l'ensemble des Cévennes. Ces épisodes tourmentés de la résistance huguenote ont fortement marqué la mémoire des habitants du Bougès, en particulier de la communauté protestante. Un lieu de mémoire, consacré à la révolte des Camisards, a été ouvert dans l'ancien temple du Rouve, en parallèle avec la création de « sentiers camisards » sur le massif du Bougès.

## Protection environnementale
Ce territoire bénéficie de la protection du parc national des Cévennes.

## Tourisme
Le massif du Bougès est traversé par le sentier de grande randonnée 68 ou GR68 qui fait le tour du mont Lozère en une boucle de 118 km. Le sentier passe au sommet du signal de Bougès à 1 421 m d'altitude.